# Liste der Baudenkmäler in Siegenburg
Auf dieser Seite sind die Baudenkmäler in dem niederbayerischen Markt Siegenburg zusammengestellt. Diese Tabelle ist eine Teilliste der Liste der Baudenkmäler in Bayern. Grundlage ist die Bayerische Denkmalliste, die auf Basis des Bayerischen Denkmalschutzgesetzes vom 1. Oktober 1973 erstmals erstellt wurde und seither durch das Bayerische Landesamt für Denkmalpflege geführt wird. Die folgenden Angaben ersetzen nicht die rechtsverbindliche Auskunft der Denkmalschutzbehörde.

## Baudenkmäler nach Ortsteilen

### Siegenburg
| Lage                              | Objekt                                                                  | Beschreibung | Akten-Nr.              | Bild                                                                    |
| --------------------------------- | ----------------------------------------------------------------------- | --- | ---------------------- | ----------------------------------------------------------------------- |
| Antoniusstraße 4 (Standort)       | Epitaph                                                                 | Zweizoniges Hochrelief aus Rotmarmor mit Darstellungen von Gottvater und dem Gekreuzigten nebst Stiftern, heute im Eingangsbereich der Herzog-Albrecht-Mittelschule, 16./17. Jahrhundert | D-2-73-172-1           | Epitaph                                                                 |
| Friedhofweg (Standort)            | Kriegerdenkmal für die Gefallenen beider Weltkriege                     | Christus mit sterbendem Krieger, auf Postament mit Inschriften, 1924 nach Entwurf von Sebastian Osterrieder, 1958 um Gefallenentafeln des Zweiten Weltkriegs erweitert | D-2-73-172-31 Wikidata | weitere Bilder                                                          |
| Herrenstraße 16 (Standort)        | Ehemaliges Söldnerhaus                                                  | Eingeschossiger verputzter Blockbau mit Greddach, 1717 (dendrochronologisch datiert) | D-2-73-172-14          | Ehemaliges Söldnerhaus                                                  |
| Hofmark 2 (Standort)              | Schlossanlage errichtet anstelle der alten Burg Siegenburg              | Wohl von Leonhard Pilbis, Mitte des 16. Jahrhunderts, ehemaliges Herrenhaus, zweigeschossiger, verputzter Satteldachbau mit Fledermausgauben und zwei Eckerkertürmchen mit Zwiebelhauben an der Ostseite, im Kern 16. Jahrhundert, nach Brand Anfang der 1920er Jahre teilerneuert Ökonomiegebäude, großes, erdgeschossiges Stallgebäude mit Krüppelwalmdach, 16./17. Jahrhundert Ökonomiegebäude, zweigeschossiger, verputzter Satteldachbau, im Kern 16./17. Jahrhundert Zweibogige Brücke mit Tor und Resten der Umfassungsmauer, im Kern 16. Jahrhundert | D-2-73-172-2           | weitere Bilder                                                          |
| Hopfenstraße 2 (Standort)         | Ehemalige Hopfenwaage, seit 1982 Heimatmuseum                           | erdgeschossiger und traufständiger Satteldachbau, mit rundbogigen Einfahrtstoren, 1. Hälfte 19. Jahrhundert | D-2-73-172-28          | BW                                                                      |
| Hopfenstraße 3 (Standort)         | Brauereigebäude der Brauerei Schmidmayer, sogenannter Bergbräu          | langgestreckter, dreigeschossiger und verputzter Ziegelbau mit Satteldach und östlich vorgebautem Schalander mit Rundbogenfenstern, Mälzereiturm mit Schopfwalmdach und zwei Kaminen, Fassaden mit neubarocker Putzzier, 1902; weitläufige Kelleranlagen, tonnengewölbte Lager- und Eiskeller, Ziegelstein, frühneuzeitlich bis um 1900; ehem. Kuhstall, eingeschossiger Satteldachbau mit Gewölben, um 1850; Treppe zum Bräustüberl, überdachte Anlage, 18./19. Jahrhundert                                                                                 | D-2-73-172-30          | Brauereigebäude der Brauerei Schmidmayer, sogenannter Bergbräu          |
| Ingolstädter Straße 4 (Standort)  | Ehemaliges Handwerkerhaus                                               | Erdgeschossiger, verputzter Traufseitbau mit Satteldach und Stichbogenfenstern, nach 1850 Stallanbau, erdgeschossiger, verputzter Satteldachbau, zeitgleich | D-2-73-172-17          | Ehemaliges Handwerkerhaus                                               |
| Ingolstädter Straße 8 (Standort)  | Wohn- und Wirtschaftsgebäude                                            | Zweigeschossiger, verputzter Ziegelbau in Hakenform mit Satteldach und Fassadenputzgliederung, 1885, Wirtschaftsteil um 1900 auf Höhe des Wohnteils aufgestockt | D-2-73-172-18          | Wohn- und Wirtschaftsgebäude                                            |
| Ingolstädter Straße 30 (Standort) | Dreiseithof, ehemaliger Einödhof, Zehent zur Kartause Prüll, Regensburg | Wohnstallgebäude, zweigeschossiger, verputzter Bruchsteinbau mit Satteldach, erste Hälfte 18. Jahrhundert, Aufstockung um ein Geschoss und Putzgliederung, zweite Hälfte 18. Jahrhundert Stallgebäude, zweigeschossiger, verputzter Satteldachbau. erste Hälfte 19. Jahrhundert Scheune, eingeschossiger verputzter Bruchsteinbau mit Taubenhaus, erste Hälfte 18. Jahrhundert, zweite Hälfte 18. Jahrhundert bzw. frühes 19. Jahrhundert aufgestockt und mit einem Satteldach versehen Erdkeller an der Ingolstädter Straße, zweite Hälfte 18. Jahrhundert  | D-2-73-172-15          | Dreiseithof, ehemaliger Einödhof, Zehent zur Kartause Prüll, Regensburg |
| Ingolstädter Straße 34 (Standort) | Ehemalige kommunale Lagerhalle mit Hopfendarre                          | Traufseitiger, zwei- bis dreigeschossiger Massivbau mit asymmetrischem, flach geneigtem Satteldach und Darrenanbau, Kernbau im Osten 1899, Erweiterung nach Westen 1929 und nach Norden 1950 | D-2-73-172-26          | Ehemalige kommunale Lagerhalle mit Hopfendarre                          |
| Landshuter Straße 3 (Standort)    | Pfarrkirche St. Nikolaus                                                | Neubarocker Wandpfeilerbau, unter Verwendung des Vorgängersüdturms von 1816, heute Nordturm mit Welscher Haube, nach Plänen von Architekt Joseph Elsner, 1892–1893; mit Ausstattung Lourdesgrotte, kleiner Saalbau mit reicher neubarocker Fassadenzier, nach Plänen von Architekt Joseph Elsner, 1894; mit Ausstattung | D-2-73-172-4           | weitere Bilder                                                          |
| Marienplatz (Standort)            | Mariensäule                                                             | kannelierte Säule mit korinthischem Kapitell auf Postament mit Bandelwerkkartuschen, als oberen Abschluss Marienstatue aus vergoldetem Zinkguss, von Andreas Haberstroh, 1878 Gusseiserne Einfriedung, bezeichnet „1886“ | D-2-73-172-5           | Mariensäule                                                             |
| Marienplatz 15 (Standort)         | Ehemaliges Bürgerhaus, dann Brauereigasthof der Brauerei Loibl          | Dreigeschossiger, verputzter Satteldachbau, 17. Jahrhundert, im Kern älter, Umbau am Türstock bezeichnet „1810“, Aufstockung der Südseite um ein drittes Geschoss, mit Firständerung und Fassadenzier, 1888 | D-2-73-172-6           | Ehemaliges Bürgerhaus, dann Brauereigasthof der Brauerei Loibl          |
| Schartstraße 2 (Standort)         | Wohnhaus, jetzt Gastwirtschaft                                          | Zweigeschossiger Blockbau mit Greddach, 18. Jahrhundert | D-2-73-172-7           | Wohnhaus, jetzt Gastwirtschaft                                          |
| Schartstraße 6 (Standort)         | Hopfenhalle                                                             | Dreieinhalbgeschossiger Mauerwerksbau mit Fachwerk-Kniestock, steiles Satteldach über Aufschieblingen mit großem Überstand, Darrenturm mit Lüftungsreiter an der nördlichen Traufseite, 1910/11; mit Ausstattung | D-2-73-172-19          | Hopfenhalle                                                             |

### Niederumelsdorf
| Lage                           | Objekt | Beschreibung | Akten-Nr.     | Bild |
| ------------------------------ | --- | --- | ------------- | --- |
| Kirchplatz 1 (Standort)        | Katholische Pfarrkirche St. Ulrich | Spätgotischer Saalbau mit eingezogenem Chor und südseitigem Kirchturm, 15. Jahrhundert, im Inneren im 18. Jahrhundert barockisiert, Turmabschluss mit Rhombendach und Lourdesgrotte im Westen, 19. Jahrhundert; mit Ausstattung                               | D-2-73-172-10 | weitere Bilder |
| Kirchplatz 4 (Standort)        | Ehemaliger Pfarrhof | Wohnhaus, zweigeschossiger, verputzter Steilgiebelbau mit barocken Putzgliederungselementen, Ende des 17./Anfang des 18. Jahrhunderts Gemauerter, verputzter Stadel, Mitte 19. Jahrhundert, Krüppelwalmdach wohl Anfang 20. Jahrhundert Gemauerte Einfriedung | D-2-73-172-11 | Ehemaliger Pfarrhof |
| Schulweg 2 (Standort)          | Ehemalige Schule | Zweigeschossiger, verputzter Ziegelbau mit Walmdächern, 1907 | D-2-73-172-16 | BW |
| Siegenburger Straße (Standort) | Kriegerdenkmal für die Gefallenen des Ersten Weltkrieges 1914–1918 | Dreiteilige Anlage, im Zentrum eine auf einem erhöhten Postament mit Inschriftentafel aufragende Säule mit der Darstellung der Immaculata, flankiert von je einer betenden Soldatenfigur auf einem niederen Postament, um 1920                                | D-2-73-172-12 | Kriegerdenkmal für die Gefallenen des Ersten Weltkrieges 1914–1918 |
| Karbonen (Standort)            | Sogenanntes Deutschmeister-Denkmal zum Gedächtnis an die Gefallenen des K. und K. Infanterieregiments Hoch- und Deutschmeister Nr. 4 in der Schlacht bei Abensberg 1809 | In Form eines großen Kruzifixes, mit dem Gekreuzigten als Bronzeguss auf einem Holzkreuz, von Sebastian Osterrieder, 1911 | D-2-73-172-8  | Sogenanntes Deutschmeister-Denkmal zum Gedächtnis an die Gefallenen des K. und K. Infanterieregiments Hoch- und Deutschmeister Nr. 4 in der Schlacht bei Abensberg 1809 |

### Tollbach
| Lage                  | Objekt                             | Beschreibung | Akten-Nr.     | Bild                               |
| --------------------- | ---------------------------------- | --- | ------------- | ---------------------------------- |
| Tollbach 6 (Standort) | Katholische Filialkirche St. Maria | Kleiner, spätgotischer Saalbau mit Satteldach und südseitigem Turm, 15. Jahrhundert, barocker Ausbau im 18. Jahrhundert, Turmabschluss 19. Jahrhundert; mit Ausstattung | D-2-73-172-13 | Katholische Filialkirche St. Maria |

## Abgegangene Baudenkmäler
In diesem Abschnitt sind Objekte aufgeführt, die früher einmal in der Denkmalliste eingetragen waren, jetzt aber nicht mehr existieren, z. B. weil sie abgebrochen wurden. Aktennummern in diesem Abschnitt sind ehemalige, jetzt nicht mehr gültige Aktennummern.

| Lage                                | Objekt                                              | Beschreibung | Akten-Nr.     | Bild                                                |
| ----------------------------------- | --------------------------------------------------- | --- | ------------- | --------------------------------------------------- |
| Siegenburg Marienplatz 1 (Standort) | Wohnhaus, ehemaliges Gesindehaus der Brauerei Loibl | Zweigeschossiger und verputzter Ziegelbau mit Satteldach, Mitte 19. Jahrhundert, mit östlichem Stallanbau, zweigeschossiger und verputzter Ziegelbau, Ende 19. Jahrhundert Stadl, eingeschossiger und verputzter Ziegelbau mit steilem Satteldach, Ende 19. Jahrhundert | D-2-73-172-25 | Wohnhaus, ehemaliges Gesindehaus der Brauerei Loibl |